# 956 Еліза
956 Еліза (956 Elisa) — астероїд головного поясу, відкритий 8 серпня 1921 року.
Тіссеранів параметр щодо Юпітера — 3,558.